# Tom Borchert
Tom Borchert (* 10. März 2005) ist ein deutscher Volleyballspieler.

## Karriere
Borchert spielte von 2022 bis 2025 mit dem VV Humann Essen in der Zweiten Liga Nord. In der Saison 2024/25 war er mit Doppelspielrecht beim VC Olympia Berlin auch in der ersten Liga im Einsatz. 2025 wurde der Außenangreifer vom Erstligisten Volley Goats Mitteldeutschland verpflichtet.